# Григор Нушев
Григор Нушев (Сотиров) Нушев е български просветен деец и революционер, деец на Вътрешната македоно-одринска революционна организация.

## Биография
Григор Нушев е роден на 16 януари 1876 година в град Воден, днес в Гърция, в семейството на Сотир Нушев Самарджиев от Катраница. Учи в гимназия в Солун между 1897 и 1899 година. В 1899/1900 година преподава в Почеп, а в 1900/1901 година в Горно Родиво, Воденско. В 1900 година влиза във ВМОРО. През 1901/1902 година учи в българското педагогическо училище в Скопие. В 1902/1903 година преподава в Съботско, Воденско. На следната учелна 1903/1904 година е учител в тиквешкото село Ваташа. След това преподава в Постол, Живойно и Петърско (1907 - 1908), Логоварди (1909/1910), Битолско, Света Марина (1910 /1911), Берско, Солун (1911/1912), Узундере (1912), Исьорен (1913).
Остава като сръбски учител в присъединената към Сърбия Вардарска Македония и преподава в Барешани (1913/1914), Кърнево (Шумадийско) (1915).
През Първата световна война отново е български учител в Цапари (1915 - 1916), Бистрица (1918 - 1919).
След войната преподава в Югославия Барово (1919 - 1921), Боище и Лопатица (1921 - 1922), Търновци (1923), Кърклино (1924 - 1925), Рамна (1925 - 1926), Кукуречани (1926 - 1930), Граово (Лесковачко) (1930 - 1931), Мачкат (Ужичко) (1931 - 1932), Блажево (Копаоничко) (1933 - 1934), Богданци (1934 - 1936) и Богдинац (Сокобанско) (1936 - 1941).
От 1941 до 1942 година преподава в Казанлък. През 1914 и 1941 година завършва курсове за учители.
Умира през 1956 година в София.